# Винклер, Павел Павлович фон
Павел Павлович фон Винклер (1866 — ок.1937) — российский гербовед, генеалог, историк.

## Биография
Родился в 1866 году в семье бывшего инспектора классов Пажеского корпуса, генерал-лейтенанта П. П. фон Винклера. С 15 лет был определён в Пажеский корпус, который закончил в 1885 году. По результатам экзаменов Винклер был произведён в подпоручики и назначен для прохождения в привилегированный лейб-гвардии Семёновский полк. Через два года он зачислен в запас, а в 1907 году вышел в отставку.
Затем полностью посвятил себя науке. Особый интерес вызывали у него геральдика и генеалогия, нумизматика и фалеристика. Большинство проблем, которые он затрагивал в своих работах, были либо совершенно не исследованы, либо лишь намечены. Главным вкладом Винклера в изучение русской истории, безусловно, являются его монографии, посвящённые русской геральдике. Исследователи русских гербов, вплоть до нашего времени, используют материалы, впервые собранные и обобщенные Винклером. До появления его трудов единственной серьёзной научной работой в этой области была книга А. Б. Лакиера «Русская геральдика», изданная в 1855 году.
В 1892—1894 годах Винклер издал свою работу под тем же названием — «Русская геральдика». В ней, наряду с общетеоретическими вопросами, он планировал дать описание и изображение всех дворянских гербов, внесенных в общий гербовник Российской империи. Книга, осталась незавершённой, но о возможных масштабах её говорит тот факт, что текст трёх увидевших свет выпусков, сопровождали 903 рисунка российских гербов.
Как бы продолжением данного исследования явилась книга «Гербы городов, губерний, областей и уездов Российской империи, внесённых в Полное собрание законов с 1649 по 1900 гг.». Если дворянская геральдика находила хоть какое-то освещение в трудах предшественников Винклера, то областная была практически совершенно не исследована. Путём скрупулезного изучения «Полного собрания законов Российской империи» и многочасовой работы в архивах автор создал монументальное произведение, куда включил более 700 описаний и изображений российских областных и городских гербов.
Занятия геральдикой вызывают интерес и приводят Винклера к изучению вопросов дворянской генеалогии. В середине 1890-х годов из печати вышли три его работы, посвящённые родословным русских дворянских родов. Внимание Винклера привлекли древние, но далеко не самые аристократические роды дворян Колокольцовых, Казнаковых и Путятиных. В этих небольших по объёму работах рассматривались вопросы о родоначальниках, приведены сведения о жизни и заслугах представителей родов и изображения родовых гербов.
Его привлекали и другие специальные исторические дисциплины. В 1898—1900 годах он издал девять выпусков под общим заглавием «Из истории монетного дела России». В них достаточно подробно рассмотрены малоизученные в то время вопросы об организации и технике монетного дела в правление Петра I, Екатерины II, Павла I.
Тогда же, в 1894 году, выходит из печати ещё одна работа Винклера — «Оружие. Руководство к истории, описанию и изображению ручного оружия с древнейших времен до начала XIX века». Проанализировав имеющиеся иностранные сочинения, в первую очередь труд австрийца Вендалена Бёхайма (1890), изучив коллекции Эрмитажа, Артиллерийского музея и других собраний оружия, автор обобщил и представил богатый фактический материал, щедро иллюстрируя его. Основная часть книги была посвящена античному и средневековому западноевропейскому оружию, но были включены и главы о восточном и русском оружии.
Долгое время имя П. П. Винклера было известно лишь узкому кругу учёных, занимавшихся вопросами специальных исторических дисциплин. В то же время, вплоть до наших дней, большинство его работ не превзойдено по обилию фактического материала и используется специалистами как великолепные справочные пособия.

## Гербовник Винклера

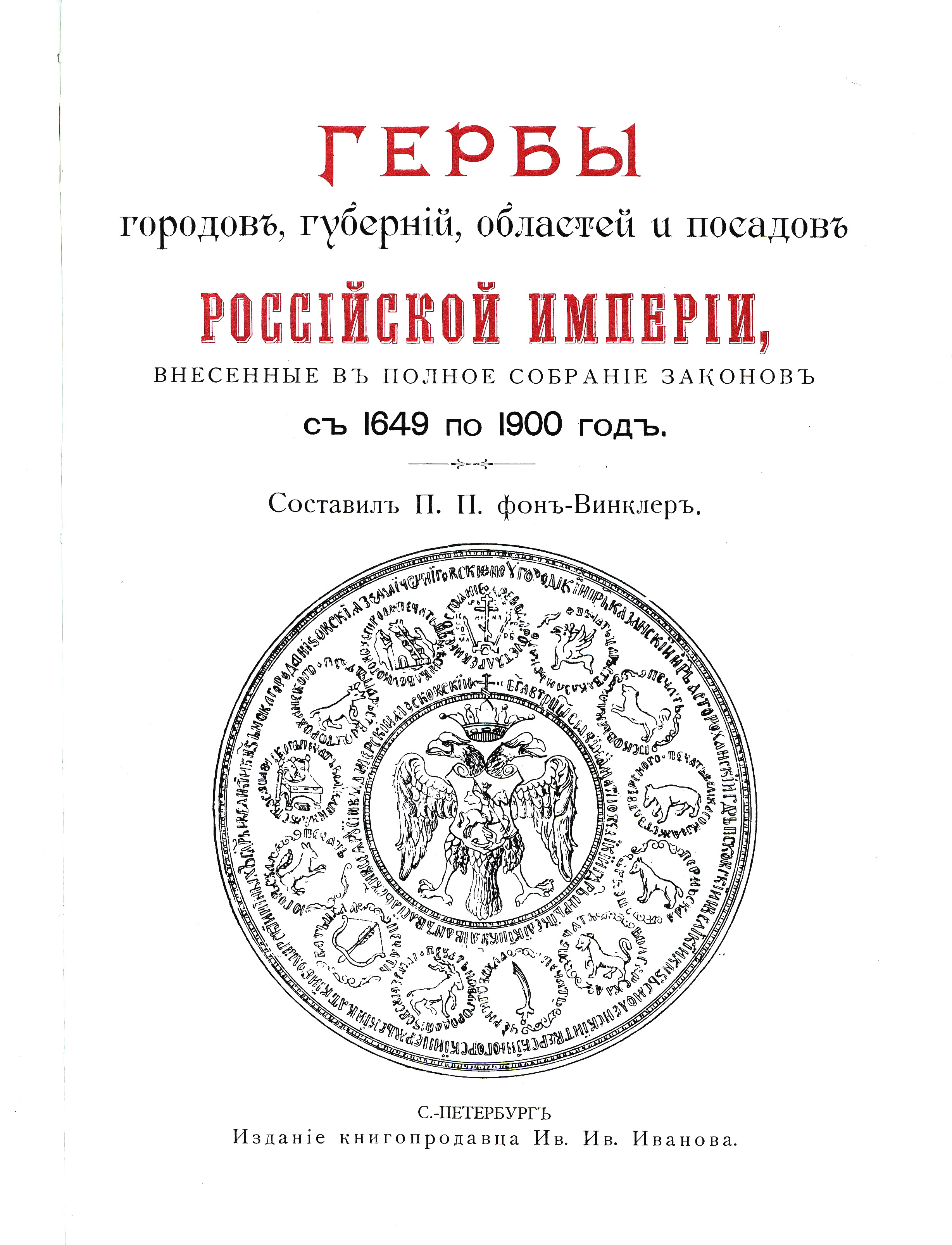
Титульный лист Гербовника (1899)
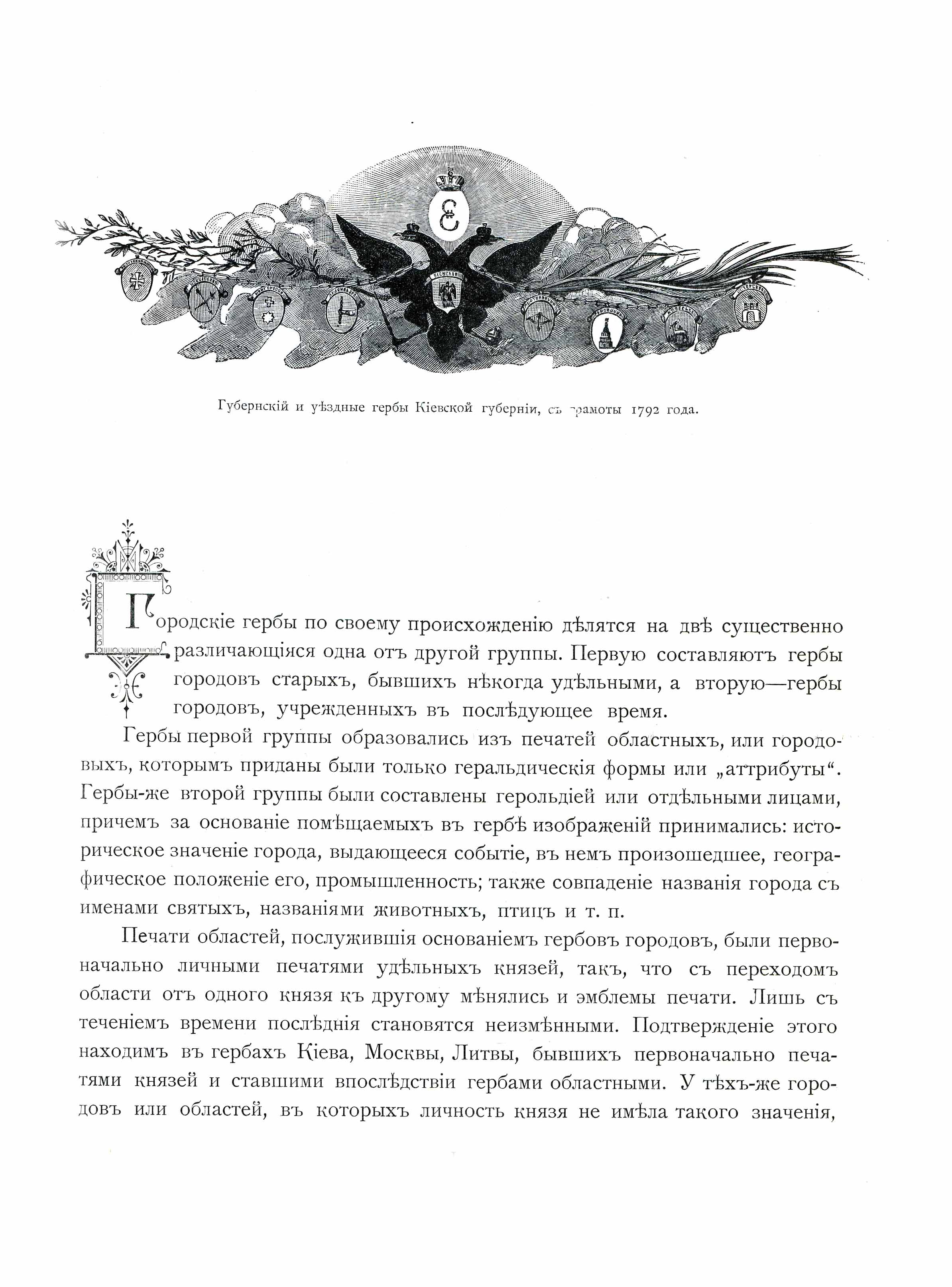
Первая страница книги
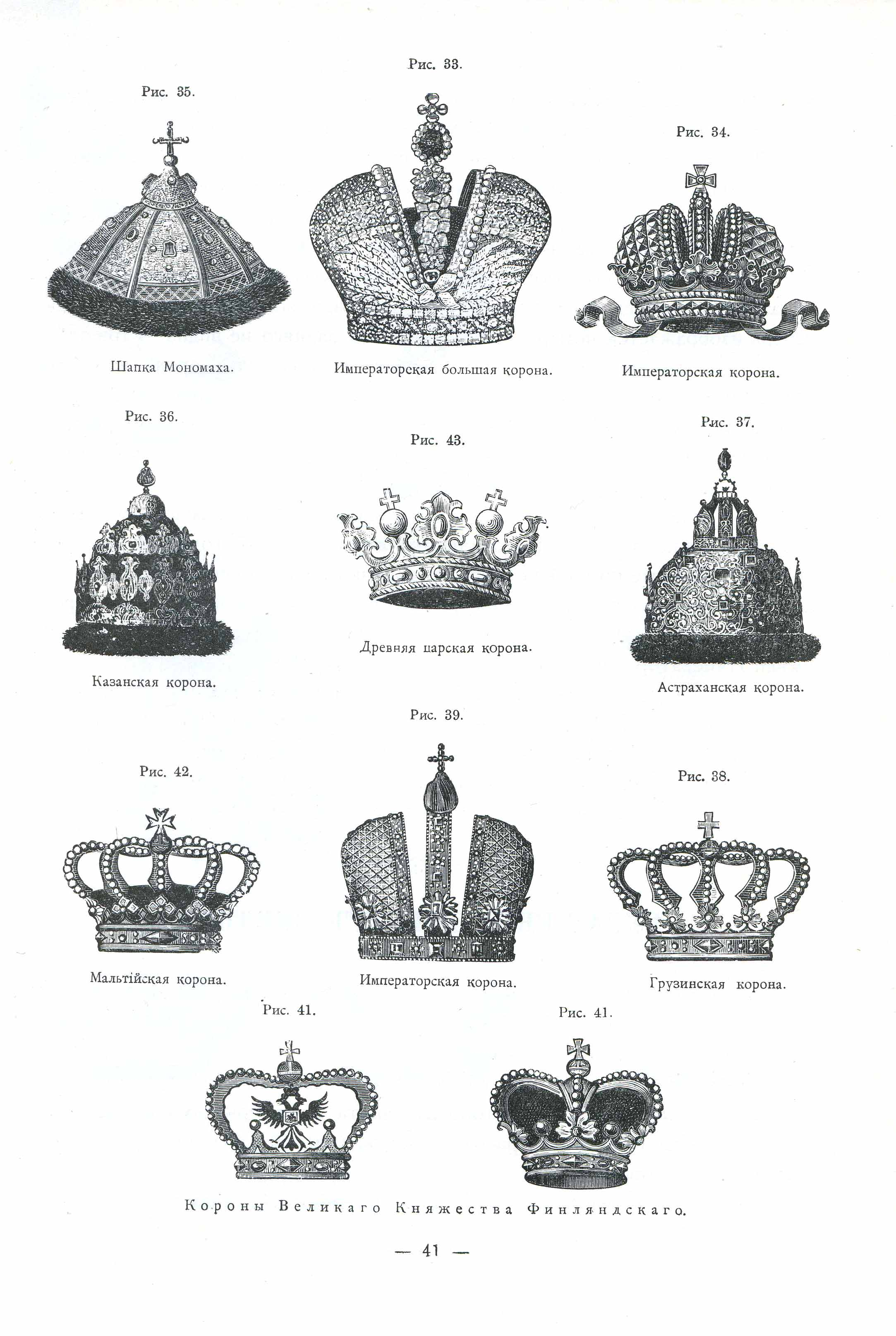
Русские геральдические короны

### Примеры городских гербов
«Гласные» гербы

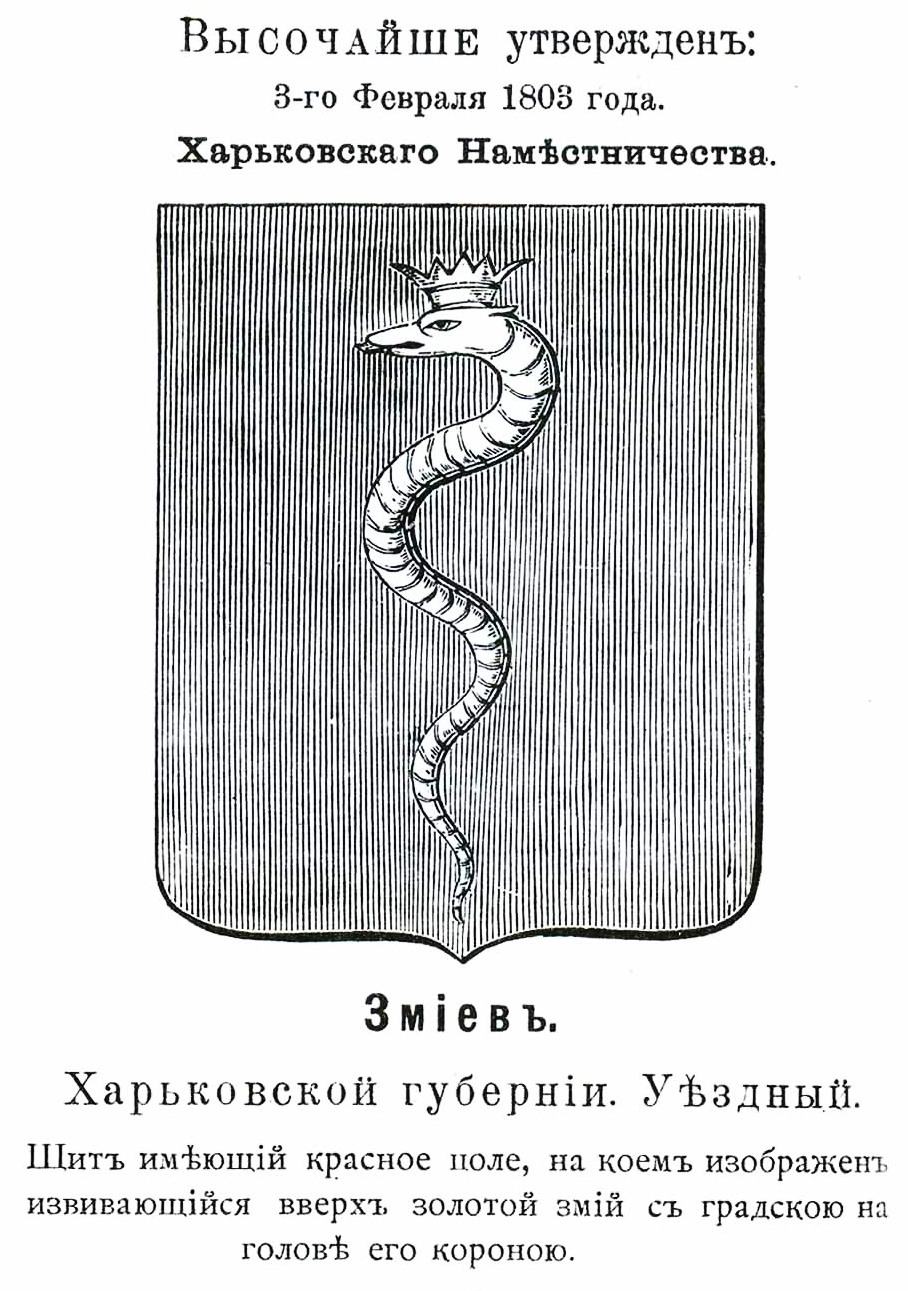
Змиев — змий
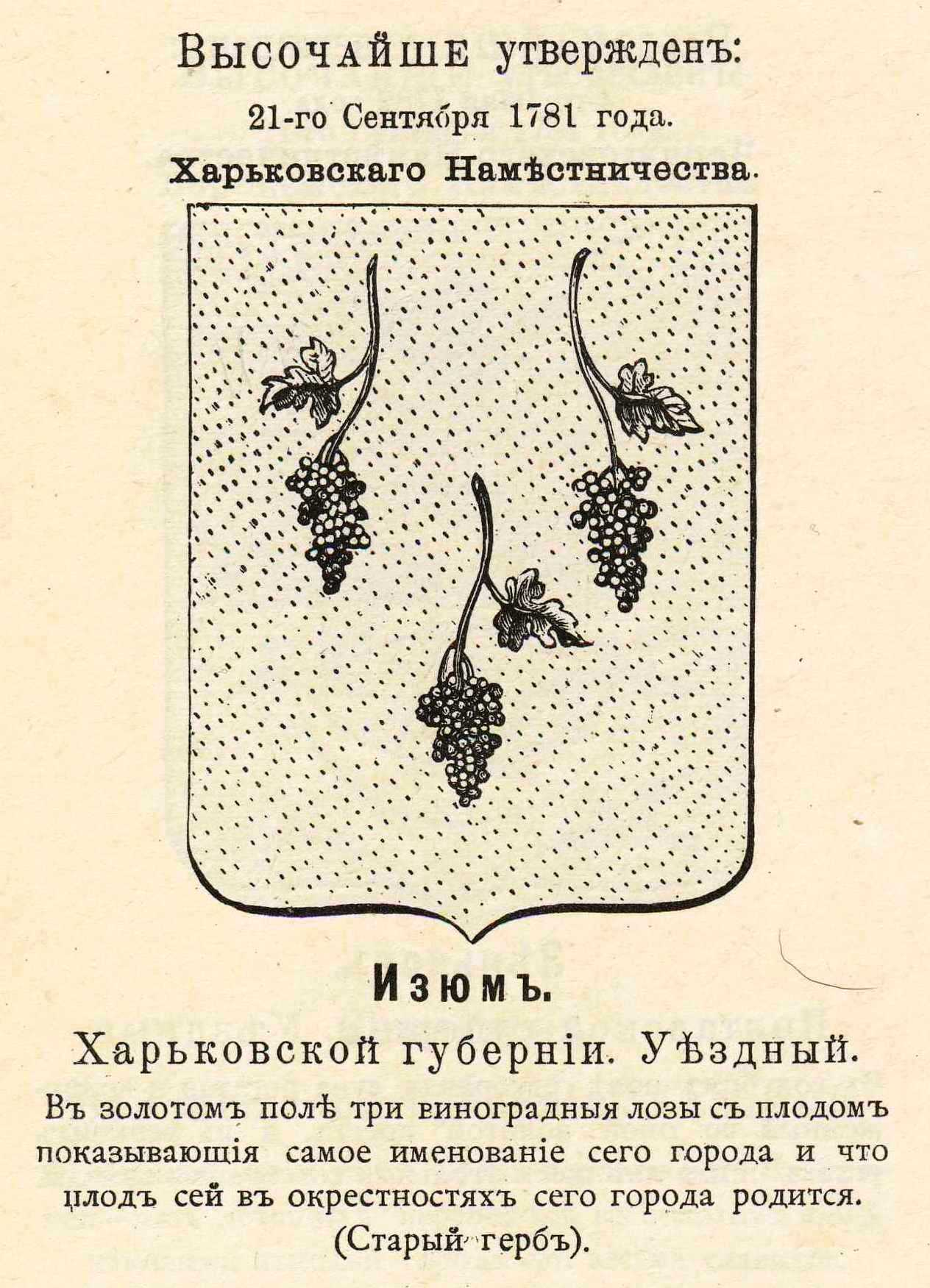
Изюм — три грозди изюма
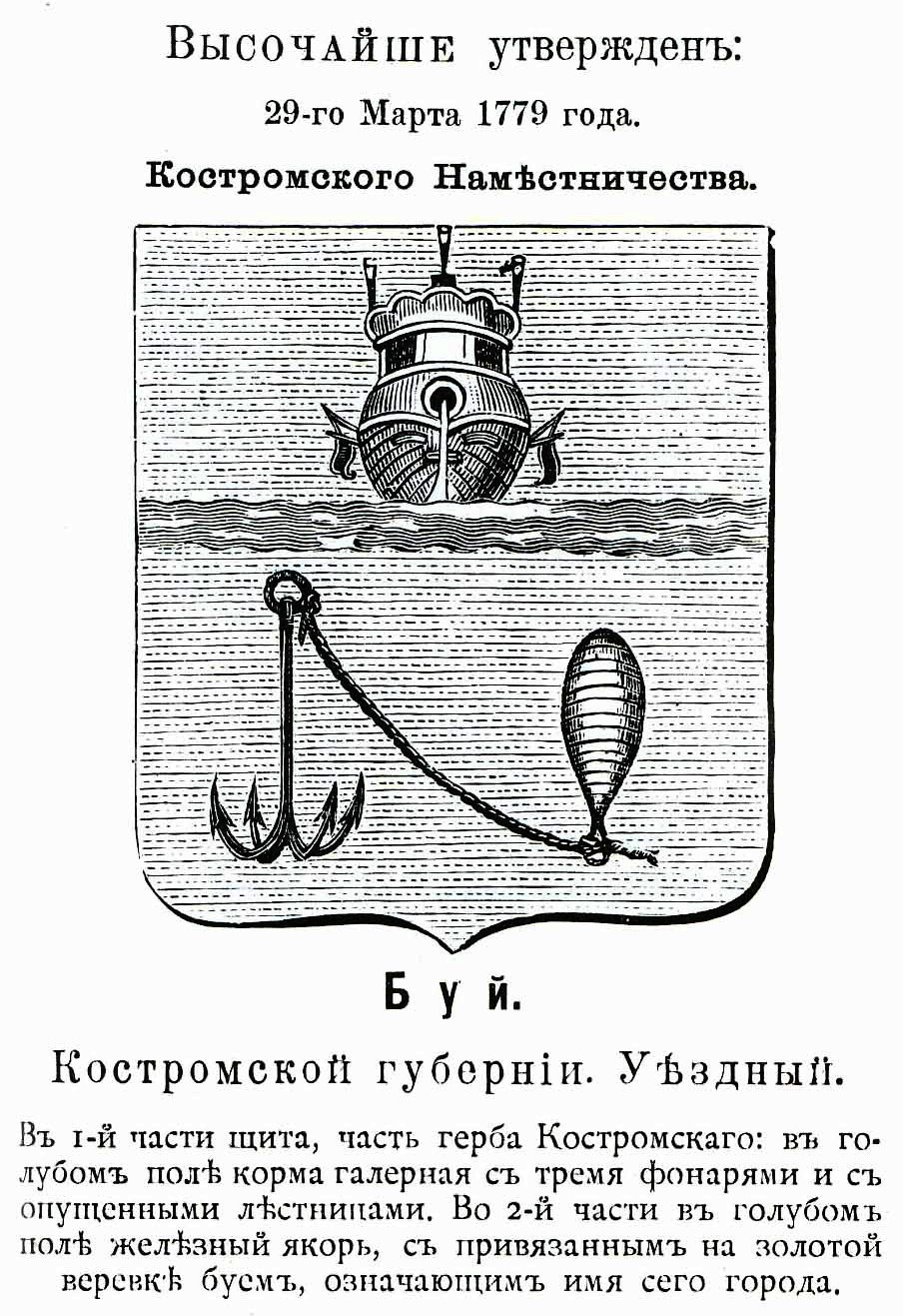
Буй — заякоренный буй
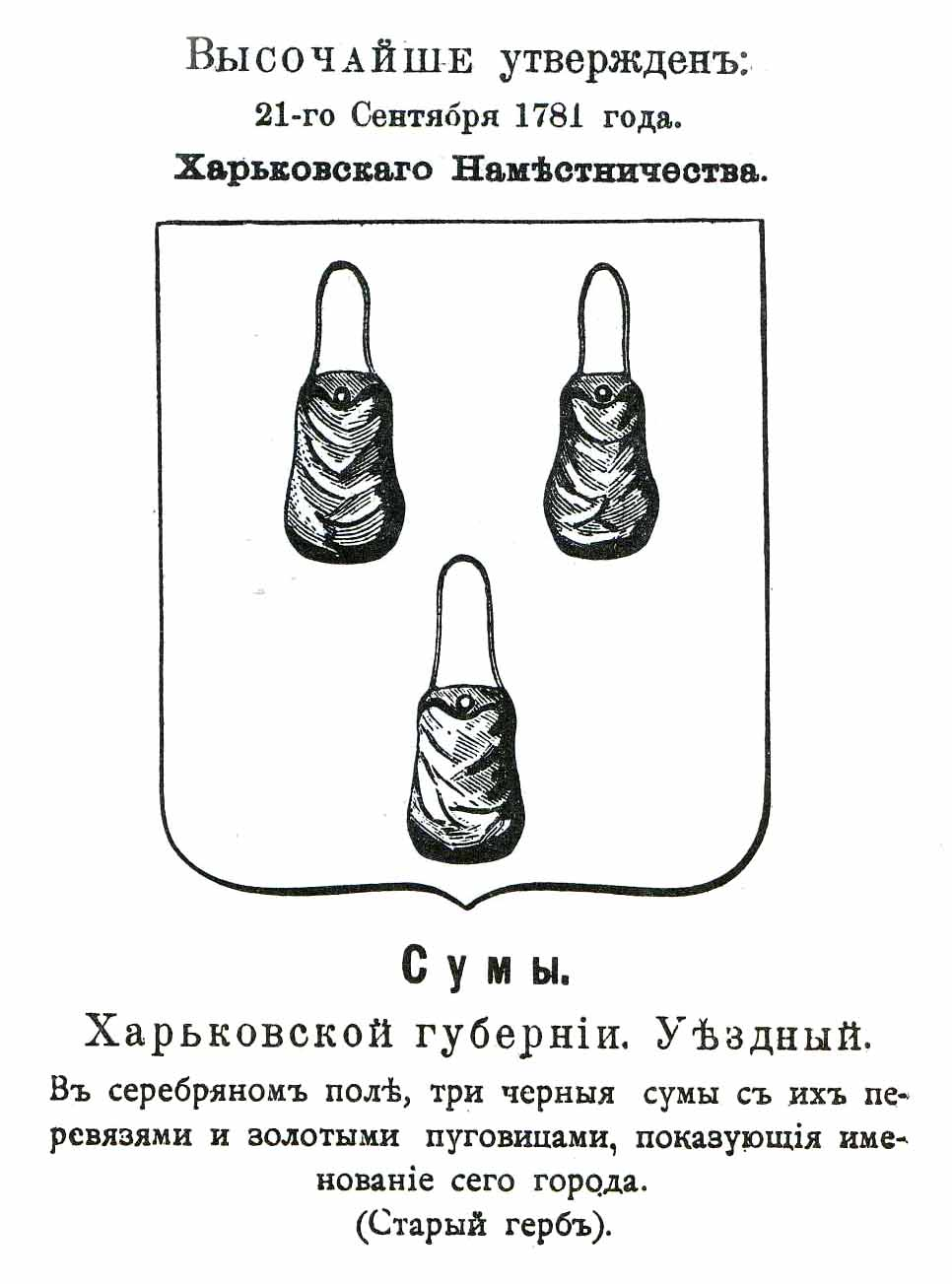
Сумы — три сумы

## Научные труды
- Словарные статьи Павла Павловича фон Винклера в «ЭСБЕ».
- Русская геральдика. История и описание pусских гербов с изображением всех дворянских гербов, внесенных в «Общий Гербовник Всероссийской Империи». Вып. 1. СПб., 1892. Вып. 2. СПб, 1894. Вып. 3. СПб, 1894
- П. П. фон-Винклер. Гербы городов, губерний, областей и посадов Российской Империи, внесенные в Полное Собрание законов с 1649 по 1900 год / Дозволено цензурою. С.-Петербург, 20 Июля, 1899 года. — Издание книготорговца Ив. Ив. Иванова. — С.-Петербург: Типография И.М. Комелова, Пряжка д.3, 1899. — 312 с. (Также упоминается как Гербовник Винклера). В гербовнике 821 герб конкретных городов, посадов, земель, областей и губерний Российской Империи, 10 абстрактных гербов и 47 рисунков гербовых фигур.
- Винклер П. П. фон. Из истории монетного дела в России. СПб.: Типография П. П. Сойкина, 1893. — 179 с.
- Винклер Павел фон. Оружие. Руководство к истории, описанию и изображению pучного оружия с древнейших времен до начала XIX века. — СПб.: Тип. Ефрона, 1894. — 399 с.: ил.
- Винклер П. П. Оружие. — М.: Софт-Мастер, 1992. — 332 с.: ил. — ISBN 5-8444-0010-0 (переизд.)
- Винклер П. П. Энциклопедия оружия с древнейших времен до начала XIX века. — СПб.: Ленинградское изд-во, 2009. — 432 с.: ил. — ISBN 978-5-9942-0420-7 (переизд.)
- Винклер П. П. Иллюстрированная история оружия. — М.: Эксмо, 2010. — 256 с.: ил. — ISBN 978-5-699-39484-5 (переизд.)